# Plaveč (Csehország)
Plaveč település Csehországban, a Znojmói járásban. Plaveč Hluboké Mašůvky, Rudlice, Němčičky, Tvořihráz, Únanov és Výrovice településekkel határos. Lakosainak száma 465 fő (2024. január 1.).

## Népesség
A település lakosságának változását az alábbi diagram mutatja:
| Lakosok száma | 405  | 404  | 440  | 401  | 505  | 447  | 451  | 459  | 476  | 465  |
|               | 1869 | 1890 | 1921 | 1950 | 1980 | 2001 | 2017 | 2019 | 2022 | 2024 |